# Rute Alves
Rute Alves Noronha (Nova Iguaçu, 11 de maio de 1973) é uma porta-bandeira de escola de samba brasileira, considerada uma das melhores do carnaval carioca, cinco vezes campeã da primeira divisão do carnaval carioca, e outras três vezes campeã da segunda divisão. Também é vencedora de três prêmios Estandarte de Ouro, considerado o "Óscar do carnaval", além de outras premiações. Fora da folia, Rute trabalha como estilista e figurinista.

## Biografia
Rute Alves Noronha nasceu no dia 11 de maio de 1973, no Rio de Janeiro. Filha de um militar e uma dona de casa, ambos evangélicos, sequer assistia aos desfiles de escolas de samba pela televisão quando era criança. Depois da morte dos pais, Rute procurou o radialista Zeno Bandeira, que tinha um programa no qual ajudava as pessoas a realizarem seus desejos. Zeno indicou Rute ao projeto do mestre Manoel Dionísio. Em agosto de 1996, entrou para a escola de mestres-sala e porta-bandeiras de Manoel Dionísio, onde aprendeu a bailar. Em setembro do mesmo ano, participou de um concurso para ser a segunda porta-bandeira da São Clemente. No dia seguinte à sua apresentação para o concurso, recebeu uma ligação do então presidente Ricardo Almeida, lhe convidando para ser a primeira porta-bandeira da escola. Estreou em 1997, pela São Clemente, no Grupo A. No ano seguinte, defendeu a Portela, onde ficou por três anos. Consagrou-se nos dez anos em que defendeu a Unidos de Vila Isabel, formando par com o mestre-sala Julinho Nascimento, a partir de 2008. Em 2014, a dupla transferiu-se para a Unidos da Tijuca, conquistando mais um título. Em 2016 foram vice-campeões, ainda com a Unidos da Tijuca. No final de 2016, reatou a amizade com Raphael Rodrigues, com quem estava brigada desde 2007, quando o mestre-sala se desligou da Unidos de Vila Isabel. No carnaval de 2017, Rute participou do trágico desfile da Tijuca, onde diversas pessoas ficaram feridas com a queda da estrutura de uma das alegorias da escola. De acordo com o laudo pericial, a responsável pelo acidente foi uma empresa de equipamentos hidráulicos contratada para cuidar da engrenagem de sustentação da alegoria. A escola foi inocentada. Rute e Julinho alegaram prezuízo provocado pelo vento do helicóptero da Rede Globo, que fazia imagens aéreas do acidente. Após o carnaval o casal se desligou da escola. Para o carnaval de 2018, Rute e Julinho acertaram o retorno à Viradouro. Juntos, conquistaram o campeonato da Série A, a segunda divisão do carnaval. Em 2019, no retorno à primeira divisão, o casal conquistou a nota máxima de todos os jurados e foram vice-campeões com a Viradouro. No carnaval de 2020, o casal novamente conquistou a nota máxima e a Viradouro sagrou-se campeã do Grupo Especial. Foi o quarto título de Rute na elite do carnaval. O casal também recebeu o prêmio Estrela do Carnaval. Já em 2024, a Viradouro de Rute e Julinho voltou a conquistar o campeonato do Grupo Especial. Rute estampou a capa do álbum Sambas de Enredo Rio Carnaval 2025 com uma imagem sua no desfile campeão de 2024. Em 2025 conquistou seu terceiro Estandarte de Ouro e garantiu a nota máxima de todos os jurados o carnaval.

## Carnavais
Abaixo, a lista de carnavais de Rute e seu desempenho em cada ano.
| Legenda: 0 Nota descartada N Escola foi campeã * Sem informação disponível |

| Ano  | Divisão  | Escola de Samba          | Classificação | Mestre-Sala        | Notas                  | Notas                  | Notas                  | Notas                  | Notas                  | Ref.          |
| ---- | -------- | ------------------------ | ------------- | ------------------ | ---------------------- | ---------------------- | ---------------------- | ---------------------- | ---------------------- | ------------- |
| 1997 | Grupo A  | São Clemente             | 3.º lugar     | Amendoim           | *                      | *                      | *                      | *                      | *                      | [ 20 ]        |
| 1998 | Especial | Portela                  | 4.º lugar     | Marcelinho         | 10                     | 10                     | 9,5                    | 9,5                    | 9                      | [ 21 ] [ 22 ] |
| 1999 | Especial | Portela                  | 8.º lugar     | Marcelinho         | 9,5                    | 9                      | 9                      | -                      | -                      | [ 23 ] [ 24 ] |
| 2000 | Especial | Portela                  | 10.º lugar    | Marcelinho         | 9,5                    | 9,5                    | 9                      | -                      | -                      | [ 25 ] [ 26 ] |
| 2001 | Grupo A  | Unidos do Porto da Pedra | Campeã        | Toninho            | 9,5                    | 9,5                    | -                      | -                      | -                      | [ 27 ] [ 28 ] |
| 2002 | Especial | Unidos do Porto da Pedra | 11.º lugar    | Toninho            | 9,7                    | 9,7                    | 9,6                    | 9,5                    | -                      | [ 29 ] [ 30 ] |
| 2003 | Especial | Acadêmicos do Salgueiro  | 7.º lugar     | Dionísio           | Segunda porta-bandeira | Segunda porta-bandeira | Segunda porta-bandeira | Segunda porta-bandeira | Segunda porta-bandeira | [ 31 ]        |
| 2004 | Grupo A  | Unidos de Vila Isabel    | Campeã        | Birinha            | 10                     | 10                     | 10                     | 9,7                    | -                      | [ 32 ] [ 33 ] |
| 2005 | Especial | Unidos de Vila Isabel    | 10.º lugar    | Raphael Rodrigues  | 10                     | 10                     | 10                     | 9,9                    | -                      | [ 34 ] [ 35 ] |
| 2006 | Especial | Unidos de Vila Isabel    | Campeã        | Raphael Rodrigues  | 10                     | 10                     | 10                     | 9,7                    | -                      | [ 36 ] [ 37 ] |
| 2007 | Especial | Unidos de Vila Isabel    | 6.º lugar     | Raphael Rodrigues  | 9,9                    | 9,9                    | 9,9                    | 9,8                    | -                      | [ 38 ] [ 39 ] |
| 2008 | Especial | Unidos de Vila Isabel    | 9.º lugar     | Julinho Nascimento | 10                     | 10                     | 9,9                    | 9,9                    | -                      | [ 40 ] [ 41 ] |
| 2009 | Especial | Unidos de Vila Isabel    | 4.º lugar     | Julinho Nascimento | 10                     | 10                     | 10                     | 9,8                    | -                      | [ 42 ] [ 43 ] |
| 2010 | Especial | Unidos de Vila Isabel    | 4.º lugar     | Julinho Nascimento | 10                     | 10                     | 10                     | 9,9                    | 9,8                    | [ 44 ] [ 45 ] |
| 2011 | Especial | Unidos de Vila Isabel    | 4.º lugar     | Julinho Nascimento | 10                     | 10                     | 9,9                    | 9,9                    | 9,8                    | [ 46 ] [ 47 ] |
| 2012 | Especial | Unidos de Vila Isabel    | 3.º lugar     | Julinho Nascimento | 10                     | 10                     | 10                     | 10                     | -                      | [ 48 ] [ 49 ] |
| 2013 | Especial | Unidos de Vila Isabel    | Campeã        | Julinho Nascimento | 10                     | 10                     | 10                     | 10                     | -                      | [ 50 ] [ 51 ] |
| 2014 | Especial | Unidos da Tijuca         | Campeã        | Julinho Nascimento | 10                     | 10                     | 10                     | 10                     | -                      | [ 52 ] [ 53 ] |
| 2015 | Especial | Unidos da Tijuca         | 4.º lugar     | Julinho Nascimento | 10                     | 9,9                    | 9,8                    | 9,7                    | -                      | [ 54 ] [ 55 ] |
| 2016 | Especial | Unidos da Tijuca         | Vice-campeã   | Julinho Nascimento | 10                     | 10                     | 9,9                    | 9,9                    | -                      | [ 56 ] [ 57 ] |
| 2017 | Especial | Unidos da Tijuca         | 11.º lugar    | Julinho Nascimento | 10                     | 9,9                    | 9,8                    | 9,7                    | -                      | [ 58 ] [ 59 ] |
| 2018 | Série A  | Unidos do Viradouro      | Campeã        | Julinho Nascimento | 10                     | 10                     | 10                     | 9,9                    | -                      | [ 60 ] [ 61 ] |
| 2019 | Especial | Unidos do Viradouro      | Vice-campeã   | Julinho Nascimento | 10                     | 10                     | 10                     | 10                     | -                      | [ 62 ] [ 63 ] |
| 2020 | Especial | Unidos do Viradouro      | Campeã        | Julinho Nascimento | 10                     | 10                     | 10                     | 10                     | 10                     | [ 64 ]        |
| 2022 | Especial | Unidos do Viradouro      | 3.º lugar     | Julinho Nascimento | 9,9                    | 9,9                    | 10                     | 10                     | 10                     | [ 65 ]        |
| 2023 | Especial | Unidos do Viradouro      | Vice-campeã   | Julinho Nascimento | 10                     | 9,9                    | 10                     | 10                     | -                      | [ 66 ]        |
| 2024 | Especial | Unidos do Viradouro      | Campeã        | Julinho Nascimento | 10                     | 9,9                    | 10                     | 10                     | -                      | [ 67 ]        |
| 2025 | Especial | Unidos do Viradouro      | 4.º lugar     | Julinho Nascimento | 10                     | 10                     | 10                     | 10                     | -                      | [ 68 ] [ 69 ] |
| 2026 | Especial | Unidos do Viradouro      |               | Julinho Nascimento |                        |                        |                        |                        |                        |               |

## Títulos e estatísticas
| Divisão        | Campeonato | Ano                           | Vice | Ano               | Terceiro lugar | Ano         |
| -------------- | ---------- | ----------------------------- | ---- | ----------------- | -------------- | ----------- |
| Grupo Especial | 5          | 2006, 2013, 2014, 2020 e 2024 | 3    | 2016, 2019 e 2023 | 2              | 2012 e 2022 |
| Grupo A        | 3          | 2001, 2004 e 2018             | 0    | -                 | 1              | 1997        |

## Premiações
Abaixo, a lista de prêmios recebidos por Rute Alves em sua carreira no carnaval.
- Estandarte de Ouro

1. 2010 - Melhor porta-bandeira (Vila Isabel) [70]
2. 2012 - Melhor porta-bandeira (Vila Isabel) [71]
3. 2025 - Melhor porta-bandeira (Viradouro) [19]

- Estrela do Carnaval

1. 2009 - Melhor casal de mestre-sala e porta-bandeira (com Julinho - Vila Isabel) [72]
2. 2020 - Melhor casal de mestre-sala e porta-bandeira (com Julinho - Viradouro) [73]
3. 2024 - Melhor casal de mestre-sala e porta-bandeira (com Julinho - Viradouro) [74]

- Gato de Prata

1. 2011 - Melhor casal de mestre-sala e porta-bandeira (com Julinho - Vila Isabel) [75]
2. 2012 - Melhor casal de mestre-sala e porta-bandeira (com Julinho - Vila Isabel) [76]
3. 2013 - Melhor porta-bandeira (Vila Isabel) [77]
4. 2018 - Melhor casal de mestre-sala e porta-bandeira (com Julinho - Viradouro) [78]
5. 2020 - Melhor casal de mestre-sala e porta-bandeira (com Julinho - Viradouro) [79]
6. 2025 - Melhor casal de mestre-sala e porta-bandeira (com Julinho - Viradouro) [80]

- Plumas & Paetês Cultural

1. 2023 - Melhor porta-bandeira (Viradouro) [81]

- Prêmio Feras da Sapucaí

1. 2022 - Melhor casal de mestre-sala e porta-bandeira (com Julinho - Viradouro) [82]

- Troféu Tupi Carnaval Total

1. 2025 - Melhor casal de mestre-sala e porta-bandeira (com Julinho - Viradouro) [83]

- Troféu Vai Dar Samba

1. 2018 - Melhor casal de mestre-sala e porta-bandeira (com Julinho - Viradouro) [84]